# Jutta Saatweber
Jutta Saatweber (* 21. Mai 1938 in Salzwedel/Altmark als Jutta Hildegard Martha Kohde) ist eine deutsche Elektrotechnikingenieurin und Unternehmerin. Sie engagierte sich für die Förderung von Frauen und Mädchen in Ingenieurberufen und war in führenden Funktionen des VDI-Arbeitskreises Frauen im Ingenieurberuf (FIB) tätig.

## Leben
Jutta Kohdes Eltern waren selbständige Kaufleute. Der Vater wurde im August 1945 von der sowjetischen Besatzungsmacht interniert und starb im Lager. Die Familie verlor ihr Geschäft durch Enteignung. Aufgrund ihrer Herkunft war Jutta Kohde in der DDR in ihrer Berufswahl stark eingeschränkt, praktisch standen ihr nur die gewerblichen Ausbildungen offen. Sie machte eine Lehre als Elektriker und im Anschluss eine Ausbildung als Elektromonteur. Aufgrund ihres guten Abschlusses wurde sie von ihrem Arbeitgeber bei der Studienplatzvergabe berücksichtigt. In der DDR konnte man sich nicht direkt für ein Studium bewerben, sondern musste nominiert werden. Zunächst arbeitete sie ein Jahr als Elektro- und Zählermonteur im Energieversorgungsbetrieb Salzwedel und Osterburg.
Ab 1956 studierte sie Elektrotechnik an der Hochschule in Zittau und arbeitete danach bei der VEB Energieprojektierung in Berlin. 1961, kurz vor dem Mauerbau, floh sie in die Bundesrepublik. Dort arbeitete sie bei dem Unternehmen Calor-Emag (heute ABB) in Ratingen in der Konstruktion und danach beim Messgerätehersteller Hartmann & Braun als Vertriebsingenieurin im Außendienst.
Nach ihrer Heirat kam es aufgrund beruflicher Änderungen ihres Mannes zu mehreren Umzügen. Aufgrund fehlender Betreuungseinrichtungen unterbrach Saatweber nach der Geburt des ersten Kindes ihre Berufstätigkeit zeitweilig. Später arbeitete sie dann wieder halbtags.
1982 machte sie sich mit dem Ingenieurbüro ISC Saatweber Consulting in Bad Homburg selbständig. Sie bot Trainings in der Produktentwicklungsmethode Quality Function Deployment (QFD) und begleitete die Umsetzung der Methode in den Projekt- und Entwicklungsteams ihrer Kunden. Sie entwickelte sich zu einer der führenden QFD-Experten in Deutschland und war an vielen Publikationen und Fachtagungen beteiligt. Von 2003 bis 2008 war sie Dozentin an der accadis-Hochschule für Internationales Management in Bad Homburg.
Jutta Saatweber ist verheiratet und hat zwei Kinder.

## Ehrenamtliches Engagement
Jutta Saatweber engagierte sich viele Jahre intensiv für die Förderung von Frauen und Mädchen in den Ingenieurberufen. Ab 1982 war sie im neu gegründeten VDI-Netzwerk „Frauen im Ingenieurberuf“ (FIB) und ab 1988 im Deutschen Ingenieurinnenbund (dib) aktiv. Von 1998 bis 1993 leitete sie den Frankfurter Arbeitskreis des VDI-FIB und organisierte 1990 das erste gesamtdeutsche Treffen des FIB in Bad Homburg.
Jutta Saatweber war maßgeblich am Gemeinschaftsstand „Frau+Technik“ beteiligt, den 1988 Ingenieurinnen aus vier Vereinen (VDI, VDE, DAB, dib) erstmals auf der Hannover Messe anboten. Ziel war es, Ingenieurinnen in der Öffentlichkeit sichtbarer zu machen. Jutta Saatweber verantwortete den „Forderungskatalog zur Vereinbarkeit von Beruf und Familie“, der während der Messe verteilt wurde. 1989 und 1990 wurde die Aktion wiederholt.
Nach der Wiedervereinigung leitete sie den VDI-FIB Arbeitskreis „Neue Bundesländer“ und gründete mit den Ingenieurinnen im Osten FIB-Arbeitskreise. Sie beriet arbeitslose Ingenieurinnen in Magdeburg, Dresden, Halle, Leipzig und Greifswald bei der Existenzgründung und führte speziell abgestimmte Existenzgründungsseminare für diese Ingenieurinnen durch.
2000 war sie Leiterin des EXPO-Ausschusses zur Organisation des Internationalen Forums der Frauen im Ingenieurberuf auf dem ersten Weltingenieurinnentag in Hannover.

## Auszeichnungen
- Ehrenmedaille des VDI
- 2011: Akao-Preis für die „Verbreitung und wissenschaftliche Weiterentwicklung der Methode QFD“[4]
- 2017: Bundesverdienstkreuz am Bande[5]
- 2019: Ehrenmitgliedschaft des VDI[6]

## Schriften
- Herausgeberin von Tagungsberichte: Frauen im Ingenieurberuf, Verein Deutscher Ingenieure: Erfahrungen von Ingenieurinnen aus Ost- und Westdeutschland; Darmstadt FIB, VDI-Bezirksverein 1990 (48 S.) Frankfurt; ohne ISBN
- Deutscher Akademikerinnenbund (Hrsg.): Die Naturgesetze gelten in Ost und West. Biographien von Frauen in Naturwissenschaft und Technik. Broschüre 2010, ISBN 978-3-00-030873-4.
- Kundenorientierung durch Quality Function Deployment. Systematisches Entwickeln von Produkten und Dienstleistungen (3.) Symposium Düsseldorf, 2011, ISBN 978-3-86329-429-8